# Ferrari 250 GT Drogo
La Ferrari 250 GT Drogo, anche conosciuta come Ferrari Breadvan, è una autovettura gran turismo coupé del 1962, realizzata per le competizioni dalla Carrozzeria Sports Cars di Piero Drogo, su autotelaio Ferrari 250 GT passo corto. Il suo soprannome Breadvan, ovvero "furgone per il pane", è dovuto al suo posteriore che ricorda quello di un piccolo furgone.

## Storia
Fu costruita per competere contro la Ferrari 250 GTO nella 24 Ore di Le Mans, ed in altre competizioni del Campionato del Mondo Sport Prototipi organizzato dalla FIA. Debuttò nel 1962 alla 1000 km del Nürburgring.
Il telaio è in lega leggera, proveniente da una Ferrari 250 passo corto del 1961, così come il motore V12 da 3 litri di cilindrata e il cambio a quattro rapporti.
Nel 1962 il conte Giovanni Volpi, proprietario della Scuderia Serenissima, ingaggiò Bizzarrini per modificare una Ferrari 250 di serie e trasformarla in una GTO.
La Ferrari, contraria all'iniziativa, si rifiutò di cedere un proprio modello per questo scopo, costringendo Volpi ad acquistare altrove la Ferrari 250 GT usata, numero di telaio #2819GT, necessaria al progetto.
Bizzarrini applicò al modello le sue idee concernenti le GTO e le sviluppò con Piero Drogo. Il risultato fu una vettura più bassa delle altre GTO, con una linea aerodinamica inusuale; la capote, infatti, era decisamente estesa verso la coda, seguendo le teorie di Wunibald Kamm. Per questo suo aspetto venne soprannominata Breadvan (“furgone del pane”). Questo tipo di parte posteriore è conosciuto come coda tronca.
Bizzarrini arretrò il motore dalla posizione anteriore ad una posizione maggiormente accentrata per aumentare la maneggevolezza e la reattività della vettura ed applicò un sistema di lubrificazione a carter secco per poterlo montare più vicino al suolo e abbassare il baricentro dell'automobile.
Il modello fu completato in 14 giorni. Almeno altre due Ferrari 250 GT passo corto furono sviluppate da Bizzarrini, Drogo, Neri e Bonacini per la tipologia GTO, ed avevano un aspetto simile alla 250 GT Drogo. Il numero di targa era “MO 68939”.
Nel 1962 il modello superò di 7 km/h la GTO su un rettilineo di Le Mans, ma la vettura si ritirò soltanto quattro ore dopo l'inizio della corsa a causa di un problema al motore. I piloti erano Davis ed Abate, e quest'ultimo la guidò sotto la pioggia.
Partecipò anche a competizioni come berlinetta, con alla guida Gendebien, Trintignant, Hill e Scarfiotti. La Ferrari 250 GT Drogo rimase di proprietà della famiglia dei Conti Volpi di Misurata fino al 1965. Nel 2005 venne venduta ad un'asta di Christie's a una cifra di quasi 800.000 euro, una cifra decisamente sotto le aspettative, in quanto era stata precedentemente quotata a un milione e 200.000 euro. Attualmente è di proprietà di Klaus Warner titolare della Classic Cars di Wuppertal (Germania).
Nel 2022 ha subito un incidente alla Le Mans Classic, riportando gravi danni.